# Ros (Dnepr)
Der Ros (ukrainisch und russisch Рось) ist ein 346 km langer, rechter Nebenfluss des Dnepr im Norden der Ukraine.

## Flusslauf
Der Ros entspringt im Dneprhochland  und verläuft durch die Oblaste Winnyzja, Kiew und Tscherkassy. Seine wichtigsten Zuflüsse sind rechtsufrig die Roska, linksufrig die Rostawyzja, Kamjanka und Rossawa. Entlang des Flussverlaufs befinden sich die Ortschaften Bila Zerkwa, Bohuslaw und Korsun-Schewtschenkiwskyj.
Einer vor allem unter russischen Historikern vertretenen Theorie zufolge war der Fluss namensgebend für die Ethnonyme Russen und Russland (russisch: Rossija). Der Konsens in der Forschung ist jedoch, dass sich diese Begriffe aus dem altgermanischen Wort für „Ruderer“ ableiten.
Während der Epoche der Kiewer Rus bildete Ros die Südgrenze des Reiches. Entlang des Nordufers des Flusses ließ Großfürst Wladimir I. zahlreiche Grenzfestungen bauen, um Angriffe der Reiternomaden aus dem Wilden Feld abzuwehren. Als Vasallen der Kiewer Fürsten siedelten hier zwischen dem 11. und dem 13. Jahrhundert die turkstämmigen Schwarzen Klobuken und trugen militärischen Dienst.